# Andrés Eloy Blanco (beisbolista)
Andrés Eloy Blanco Pérez (11 de abril de 1984) es un infielder de béisbol profesional venezolano que juega para los San Francisco Giants de las Grandes Ligas y Navegantes del Magallanes en la LVBP. Anteriormente jugó con los Kansas City Royals entre 2004 y 2006, los Chicago Cubs en 2009, los Texas Rangers en 2010 y 2011, y los Philadelphia Phillies entre 2014 y 2017.
Nacido en la Población de San Pablo, Parroquia Urama, Municipio Juan José Mora, Estado Carabobo, Venezuela, es hijo de Eva Pérez (fallecida) y Héctor Manuel Blanco Sequera. Fue nombrado así por su padre en honor al poeta venezolano Andrés Eloy Blanco.

## Carrera

### Kansas City Royals
Blanco debutó en Grandes Ligas con los Reales de Kansas City el 17 de abril de 2004, convirtiéndose en el venezolano #163 en jugar en las mayores. Esa temporada bateó para promedio de bateo de .314 con cinco carreras impulsadas, nueve carreras anotadas, dos dobles, dos triples y una base robada en 19 juegos.
En la temporada 2005 bateó para promedio de .215 con .220 de porcentaje de embasado, y en 2006 aumentó sus estadísticas a .241 y .290 respectivamente. El 29 de septiembre de 2006 se sometió a una cirugía en el hombro izquierdo, el cual se lesionó cinco días antes durante un turno al bate frente a los Tigres de Detroit.
En 2007 no jugó en Grandes Ligas, pues registró un bajo promedio de .192 en las ligas menores.

### Chicago Cubs
En noviembre de 2007, Blanco firmó un contrato de liga menor con los Cachorros de Chicago. La temporada 2008 jugó con los Iowa Cubs, filial Clase AAA, registrando .285 de promedio de bateo. Se convirtió en agente libre al finalizar la temporada, pero en diciembre fue firmado nuevamente por los Cachorros.

### Texas Rangers
El 27 de marzo de 2010, Blanco fue transferido a los Rangers de Texas. Consecuentemente ganó la posición de utility del equipo, y se convirtió en agente libre el 11 de noviembre de 2011.

### Washington Nationals
El 16 de diciembre de 2011, Blanco firmó un contrato de liga menor con los Nacionales de Washington, recibiendo además una invitación a los entrenamientos primaverales.

### Philadelphia Phillies
Luego de dejar a los Nacionales, Blanco firmó un contrato de liga menor con los Filis de Filadelfia el 31 de marzo de 2012. Fue firmado nuevamente por este equipo el 21 de noviembre de 2013. El 29 de junio de 2014 fue llamado a las mayores.
El 14 de diciembre de 2016, firmó una vez más con el equipo por un año y $3 millones. Se desempeñó como utility del infield, dejando un promedio de bateo de .192 con tres jonrones y 13 impulsadas en 130 turnos al bate.

### San Francisco Giants
El 30 de enero de 2018, Blanco acordó un contrato de ligas menores con los Gigantes de San Francisco, valorado en $1.1 millones.

### Venezuela
Se inicia en la temporada 2004/05 con los Leones del Caracas, desempeñándose principalmente en el campocorto. Al año siguiente, es traspasado a las Águilas del Zulia en un cambio que involucró a los lanzadores Edwin Moreno y Carlos Bohórquez.
En el año 2009 pasa a los Navegantes del Magallanes en cambio por el lanzador Edgar Estanga.